# Кодувамаду (Грама Ніладхарі)
Грама Ніладхарі Кодувамаду (№ 195A) — Грама Ніладхарі підрозділу ОС Еравур-Патту, округ Баттікалоа, Східна провінція, Шрі-Ланка.